# Amadou Cissé
Amadou Cissé (nascut el 1948) és un polític nigerí. Va servir l'estat com a cap del govern en dues ocasions - des del 8 al 21 de febrer del 1995 i entre el 21 de desembre del 1996 i el 27 de novembre del 1997.
| Precedit per: Souley Abdoulaye | Cap del Govern del Níger 1995      | Succeït per: Hama Amadou            |
| Precedit per: Boukary Adji     | Cap del Govern del Níger 1996-1997 | Succeït per: Ibrahim Hassane Mayaki |